# Paraujano
El paraujano o añú és una llengua arawak parlada pels paraujanos o añús de Veneçuela. Els paraujanos viuen al costat del llac Maracaibo, estat de Zulia, al nord-oest de Veneçuela.

## Informació general
Els paraujanos es diuen a si mateixos anu͂ o anu͂n, que significa "gent". Van rebre el nom de paraujano dels seus veïns guajiros. La combinació de palaa, que significa "mar" i anu significa literalment "gent del mar", o pescadors. Els Paraujano viuen sobre xanques i són hàbils en la pesca des de vaixells.
Segons un cens del 2011, més de 21.000 persones s’identifiquen com a paraujanos.

## Classificació
El paraujano és una llengua arawak o maipurana del nord. Deriva de wayuunaiki, però és una llengua diferent i no un dialecte. Les dues llengües estan estretament relacionades. Segons l’anàlisi lexicostatístic realitzat per Oliver (1989), les dues llengües devien divergir cap al 900 aC.

## Parlants
El paraujano està en perill crític d'extinció, gairebé extingida. La regió de Maracaibo es va començar a transformar en un centre industrial molt poblat a principis de la dècada de 1900, ja que es va extreure molt petroli del llac Maracaibo. Com que els paraujanos al principi es barrejaven amb altres grups ètnics, la seva llengua era generalitzada i parlada per alguns dels nouvinguts. Tanmateix, als anys setanta, només quedaven tretze parlants. Avui hi ha un parlant fluent que sobreviu, té trenta anys i es diu Yofri Márquez, que va aprendre l’idioma a través de la seva àvia. Hi ha alguns parlants parcials, la majoria gent gran. Els esforços de revitalització inclouen la instrucció en paraujano a sis escoles elementals regionals i l'establiment de diverses organitzacions culturals.

## Lèxic
El paraujano ha incorporat algunes paraules espanyoles al seu vocabulari. De les vuitanta-nou paraules disponibles a la llista Swadesh, sis són substituts del castellà.

## Fonologia
El paraujano conté 14 consonants pulmonars i 11 vocals.
| Consonants        | Bilabial | Alveolar | Post-alveolar | Palatal | Velar | Glotal |
| ----------------- | -------- | -------- | ------------- | ------- | ----- | ------ |
| Oclusiva/Africada | p        | t        | tʃ            |         | k     |        |
| Fricativa         |          |          | ʃ             |         |       | h      |
| Nasal             | m        | n        |               | ɲ       |       |        |
| Aproximant        |          |          |               | j       | w     |        |
| Oclusiva          |          | ɾ        |               |         |       |        |
| Lateral           |          | l        |               |         |       |        |

| Vocals  | Anterior | Central | Posterior |
| ------- | -------- | ------- | --------- |
| Tancada | i iː     | ɨ ɨː    | u uː      |
| Mitjana | e eː     |         | o oː      |
| Oberta  |          | a aː    |           |